# Марелиси
Марелиси (груз. მარელისი) — село в Грузии, на территории Харагаульского муниципалитета края (мхаре) Имеретия.

## География
Село находится в западной части Грузии, в междуречье Легвануры и Бжолисхеви, на расстоянии 11 километров к юго-востоку от посёлка городского типа Харагаули, административного центра муниципалитета. Абсолютная высота — 498 метров над уровнем моря.

## Население
По результатам официальной переписи населения 2014 года, в Марелиси проживало 375 человек (189 мужчин и 186 женщин). В национальной структуре населения грузины составляли 100 %.
| Год  | Население, человек |
| ---- | ------------------ |
| 2002 | 584                |
| 2014 | ↘ 375              |